# Noserius ovatipennis
Noserius ovatipennis är en skalbaggsart som beskrevs av Francis Polkinghorne Pascoe 1869. Noserius ovatipennis ingår i släktet Noserius och familjen långhorningar. Inga underarter finns listade i Catalogue of Life.